# Жанна де Валуа (графиня Бомон-ле-Роже)
Жанна де Валуа (1304—1363) — дочь Карла Валуа и его второй жены Екатерины де Куртене, титулярной императрицы Латинской империи.

## Жизнь
Жанна является единокровной сестрой короля Франции Филиппа VI. Около 1320 года Жанна  вышла замуж за Роберта III д’Артуа, Бомон-ле-Роже. У них было как минимум шестеро детей:
- Луи (1320—1326)
- Жан Безземельный (1321—1387), граф д’Э
- Жанна (1323—1324)
- Жак (1325—1347)
- Роберт (1326—1347)
- Шарль д’Артуа (1328—1385), граф де Лонгвиль и де Пезенак

Роберт III попытался восстановить титул графа Артуа, который был отнят у него его тётей Матильдой д’Артуа, но был осужден и сослан в 1331 году за изготовление и представление поддельных документов в суде против неё. Из-за этого Жанна Валуа и её дети были заключены в тюрьму по приказу своего брата Филиппа VI.

## В искусстве
Жанна де Валуа появляется в серии исторических романов «Проклятые короли» Мориса Дрюона. В экранизации 2005 года её роль исполнила Туанетт Лакьер.